# Nigel Andretta
Nigel Jermaine Andretta Bertoneri (nacido el 10 de enero de 1982 en Nueva York, Estados Unidos) es un futbolista estadounidense nacionalizado argentino, que desarrolló la mayoría de su carrera en Argentina. Juega de centrocampista y su último club fue el Jorge Newbery. Actualmente se encuentra sin equipo.

## Carrera
Hizo sus divisiones inferiores durante 14 años en el Club Atlético Vélez Sársfield.
Comenzó su carrera como profesional en Paraguay 2002 debutando en Primera División para el Cerro Porteño. Campeón en el Torneo de Reserva.
En el año 2004 continuó su carrera jugando para el La Plata FC. Jugó para el club hasta 2006. Consiguiendo El Campeonato de Liga de La Plata y también fue Campeón del Torneo Federal B en el Estadio Único, contra Huracán de Comodoro Rivadavia.  Tuvo en ese año un paso de 6 meses por el Perez Zeledón de Costa Rica y Chivas USA Ese año y luego se trasladó al Ituzaingó, en donde estuvo hasta el año 2007. Ese año, Nigel se trasladó al Deportivo Español. Se mantuvo en el equipo por 3 años seguidos (2007-2010). En 2011 se fue al Est. del Sur de Caleta Olivia, en donde jugó hasta 2011.
En ese año fue transferido al Jorge Newbery, en donde jugó hasta 2012. En ese año fue transferido al Florentino Ameghino, en donde jugó hasta 2012. En eseaño, en ese año, en ese año.
Actualmente juega en el Club Ferrocarril del Estado de Comodoro Rivadavia
.

### Nacionalidad
A pesar de ser estadounidense, desarrolló la mayoría de su carrera en Argentina y se nacionalizó argentino.

## Presente
En 2024 es 10 y capitán de Comodoro Fc, equipo del cual es presidente. 

## Clubes
| Vélez Sársfield                   | Argentina      | 1990-2002       |            |         |      |
| Cerro Porteño                     | Paraguay       | 2002-2003       |            |         |      |
| La Plata FC                       | Argentina      | 2004-2006       |            |         |      |
| Pérez Zeledón                     | Costa Rica     | 2006            |            |         |      |
| Chivas USA                        | Estados Unidos | 2006            |            |         |      |
| Ituzaingó                         | Argentina      | 2007-2008       |            |         |      |
| Deportivo Español                 | Argentina      | 2008            | NK Neretva | Croacia | 2009 |
| Club Social y Deportivo Garre     | Argentina      | 2010            |            |         |      |
| Est. del Sur de Caleta Olivia     | Argentina      | 2011            |            |         |      |
| Club Social y Deportivo Garre     | Argentina      | 2011            |            |         |      |
| Club Atlético Jorge Newbery       | Argentina      |                 |            |         |      |
| Club Atlético Florentino Ameghino | Argentina      | 2012-2014       |            |         |      |
| Club Ferrocarril del Estado       | Argentina      | 2015            |            |         |      |
| Club Atlético Jorge Newbery       | Argentina      |                 |            |         |      |
| Club Oeste Juniors                | Argentina      | 2019-actualidad |            |         |      |
| Club Ferrocarril del Estado       | Argentina      | actualidad      |            |         |      |